# Jim McMullan
Jim McMullan (Long Beach, New York, 1936. október 13. – Wofford Heights, Kalifornia, 2019. május 31.) amerikai színész.

## Filmjei

### Mozifilmek
- The Raiders (1963)
- Shenandoah (1965)
- A legboldogabb milliomos (The Happiest Millionaire) (1967)
- Verseny a lejtőn (Downhill Racer) (1969)
- The Windsplitter (1971)
- Extreme Close-Up (1973)
- Csökke-nő (The Incredible Shrinking Woman) (1981)
- Merénylet (Assassination) (1987)
- Life Flight: The Movie (1987)
- Judicial Consent (1994)
- Bevetési parancs (Strategic Command) (1997)
- Szőr Austin Powers: Őfelsége titkolt ügynöke (Austin Powers: International Man of Mystery) (1997)
- Batman és Robin (Batman & Robin) (1997)
- A 18. angyal (The Eighteenth Angel) (1997)
- Alapos gyanú (Shadow of Doubt) (1998)

### Tv-filmek
- The Desperate Mission (1969)
- Pursuit (1972)
- Stowaway to the Moon (1975)
- Law of the Land (1976)
- Francis Gary Powers: The True Story of the U-2 Spy Incident (1976)
- The Father Knows Best Reunion (1977)
- Father Knows Best: Home for Christmas (1977)
- Centennial (1979)
- She's Dressed to Kill (1979)
- Scruples (1981)
- Pánik a 847-es járaton (The Taking of Flight 847: The Uli Derickson Story) (1988)
- Tévedés (False Arrest) (1991)
- Járvány (Virus) (1995)

### Tv-sorozatok
- Frontier Circus (1962, egy epizódban)
- Laramie (1962, két epizódban)
- Wide Country (1962–1963, két epizódban)
- Alcoa Premiere (1962–1963, két epizódban)
- Wagon Train (1962–1963, két epizódban)
- The Virginian (1962, 1964, két epizódban)
- The Alfred Hitchcock Hour (1963, egy epizódban)
- Arrest and Trial (1963, egy epizódban)
- Channing (1963, egy epizódban)
- Destry (1964, egy epizódban)
- Dr. Kildare (1965, egy epizódban)
- The Big Valley (1966, egy epizódban)
- Preview Tonight (1966, egy epizódban)
- 12 O'Clock High (1966, egy epizódban)
- The Time Tunnel (1967, egy epizódban)
- Iron Horse (1967, egy epizódban)
- The F.B.I. (1968, egy epizódban)
- Daniel Boone (1968–1970, négy epizódban)
- The New People (1969, két epizódban)
- Storefront Lawyers (1970, egy epizódban)
- The Young Lawyers (1970, egy epizódban)
- Bracken's World (1970, egy epizódban)
- The Sixth Sense (1972, egy epizódban)
- Nyughatatlan fiatalok (The Young and the Restless) (1973)
- Cannon (1973–1975, három epizódban)
- Insight (1973–1975, három epizódban)
- Chopper One (1974, 13 epizódban)
- Barnaby Jones (1974, 1979, három epizódban)
- Caribe (1975, egy epizódban)
- Joe Forrester (1975, két epizódban)
- S.W.A.T. (1975–1976, három epizódban)
- San Francisco utcáin (The Streets of San Francisco) (1976, két epizódban)
- The Six Million Dollar Man (1976, egy epizódban)
- The Bionic Woman (1976, 1978, két epizódban)
- Most Wanted (1977, két epizódban)
- Lou Grant (1978, egy epizódban)
- Rockford nyomoz (The Rockford Files) (1978, egy epizódban)
- Beyond Westworld (1980, öt epizódban)
- Hart to Hart (1981–1982, két epizódban)
- Shannon (1982, egy epizódban)
- The Devlin Connection (1982, egy epizódban)
- A New Day in Eden (1982, egy epizódban)
- Simon & Simon (1983, egy epizódban)
- Cutter to Houston (1983, egy epizódban)
- The Fall Guy (1983–1984, két epizódban)
- Whiz Kids (1984, egy epizódban)
- Masquerade (1984, egy epizódban)
- Mike Hammer (1984, egy epizódban)
- Hardcastle and McCormick (1984–1985, két epizódban)
- A szupercsapat (The A-Team) (1985, egy epizódban)
- Dallas (1986–1987, 14 epizódban)
- The Hitchhiker (1987, egy epizódban)
- 9 to 5 (1987, egy epizódban)
- MacGyver (1991, egy epizódban)
- Doogie Howser, M.D. (1991, egy epizódban)
- Santa Barbara (1992, négy epizódban)
- Baywatch (1993, 1995, három epizódban)
- [[Mr. és Mrs. Smith (televíziós sorozat,

1996)|Mr. és Mrs. Smith]] (Mr. & Mrs. Smith) (1996, egy epizódban)
- Vörös cipellők (Red Shoe Diaries) (1996, egy epizódban)
- Parti nyomozók (High Tide) (1997, egy epizódban)